# Дуплятский
Дуплятский (Дуплятка) — хутор в Новониколаевском районе Волгоградской области, административный центр Дуплятского сельского поселения.
Население — 922 (2010)

## История
На карте Войска Донского 1797 года поселение отмечено как хутора Филатовы. На карте 1792 года отмечены только хутора на реке Касарке юго-западнее хутора Дуплятки. Следовательно, хутор был основан Филатовым в период с 1792 по 1797 год. На карте «Земли Войска Донского» 1833 года хутор обозначен как хутор Дупляцкой, с количеством дворов от 1 до 50. Хутор входил в юрт станицы Михайловской Хопёрского округа Земли Войска Донского (ранее Земля Донских Казаков, с 1870 — Область Войска Донского). Согласно Списку населённых мест Земли Войска Донского в 1859 года на хуторе проживало 85 мужчин и 75 женщин.
Население хутора быстро росло: переписи населения 1897 года на хуторе Дуплятский проживало уже 829 мужчин и 914 женщин. Большинство населения было неграмотным: из них грамотных мужчин — 337, грамотных женщин — 68.
В начале XX века разросшийся хутор был разделён на две части. Согласно алфавитному списку населённых мест Области Войска Донского 1915 года земельный надел верхней части составлял 2690 десятин, нижней — 3915; в верхней части проживало 309 мужчин и 311 женщин, в нижней — 536 мужчин и 530 женщин, в каждой части имелось своё хуторское правление, в нижней части также имелись Троицкая церковь и начальное училище. Хутор обслуживало Алексиковское почтовое отделение.
С 1928 года в составе Новониколаевского района Хопёрского округа (упразднён в 1930 году) Нижне-Волжского края (с 1934 года — Сталинградского края). С 1935 года — в составе Хопёрского района Сталинградского края (с 1936 года Сталинградской области, с 1954 по 1957 год район входил в состав Балашовской области).

## География
Хутор находится в луговой степи, в пределах Хопёрско-Бузулукской низменности, являющейся южным окончанием Окско-Донской низменности, по реке Касарка (Косарка). Центр хутора расположен на высоте около 130 метров над уровнем моря. Со всех сторон хутор окружён полями. В 3-4 км к западу от хутора расположен сосновый лес (искусственные лесонасаждения). Почвы — чернозёмы типичные и чернозёмы обыкновенные, есть участки южного чернозема и темнокаштановых почв, участки с солонцами и солончаками и песчаные участки.
Географическое положение
По автомобильным дорогам расстояние до областного центра города Волгоград составляет 330 км, до Воронежа — 270 км. Ближайшая железнодорожная станция Косарка расположена в 4 км к западу от Дуплятского в хуторе Пруцковский.
Климат
Климат умеренный континентальный (согласно классификации климатов Кёппена — Dfb). Многолетняя норма осадков — 488 мм. В течение города количество выпадающих атмосферных осадков распределяется относительно равномерно: наибольшее количество осадков выпадает в мае, или июне — 54 мм, наименьшее в феврале и марте — по 27 мм. Среднегодовая температура положительная и составляет + 6,4 °С, средняя температура самого холодного месяца января −9,6 °С, самого жаркого месяца июля +21,2 °С.
Часовой пояс
Дуплятский, как и вся Волгоградская область, находится в часовой зоне МСК (московское время). Смещение применяемого времени относительно UTC составляет +3:00.

## Население
Динамика численности населения по годам:
| 1859 | 1873 | 1897 | 1915 | 1987 |
| ---- | ---- | ---- | ---- | ---- |
| 160  | 843  | 1743 | 1686 | ≈940 |

| 2010 |
| ---- |
| 922  |

### Известные жители
- Кумсков, Виктор Александрович (1921—2001) — генерал-майор авиации, Герой Советского Союза (1946), профессор.
- Матасов, Василий Васильевич (1923—1996) — участник Великой Отечественной войны, Герой Советского Союза (1943).

## Инфраструктура
Муниципальная казенная общеобразовательная организация «Дуплятская средняя общеобразовательная школа им. В. А. Кумскова».
Почтовое отделение связи, Дом культуры, библиотека.

## Транспорт
Автомобильной дорогой хутор Дуплятский связан с районным центром рабочим посёлком Новониколаевский (17 км). Также к хутору имеется подъезд от федеральной автодороги «Каспий» (12 км).